# Массовое убийство в Хайбахе
Предполагаемое массовое убийство жителей сотрудниками НКВД в горном ауле Хайбах (чечен. Хьайбах) Галанчожского района Чечено-Ингушской АССР 27 февраля 1944 года во время депортации чеченцев и ингушей.
Ряд исследователей полагают, что для каких-либо выводов о данном инциденте отсутствует источниковедческая база, а некоторые подтверждения сфальсифицированы (см. ).

## География

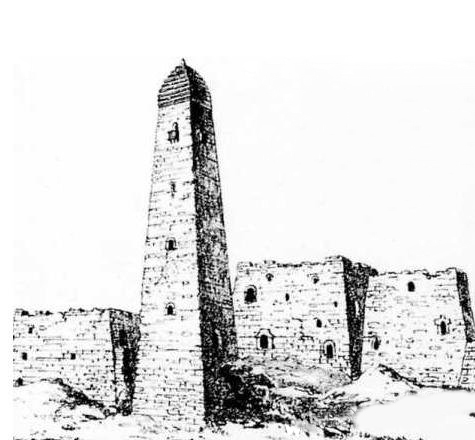
Башня Гелага (Гелаган бӏов) в селении Хайбах. Рисунок Всеволода Миллера, 1888 год

Аул Хайбах расположен на юго-западе Нашхи и граничит с Галанчожем. До 1944 года был административным центром Хайбахского сельского поселения, входившего в состав Галанчожского района. Перед депортацией в 1944 году в ауле проживало около сорока семей, представителей гара хьайбхо, много проживало на хуторе Зерха (чечен. Зерхьа).
В ауле имеется боевая башня. Возраст сооружения насчитывает несколько веков. В 2005 году оно было частично разрушено авиаракетным ударом. К этой башне с восточной стороны примыкают две жилые башни. Кроме этого башенного комплекса в черте села имеются несколько башен в полуразрушенном состоянии. Есть два кладбища и мечеть.
После депортации аул Хайбах отошёл к Грузии и был возвращен Чечне лишь в 1957 году, когда была восстановлена ЧИАССР, однако по возвращении жителям было запрещено селиться в горах.
В настоящее время постоянного населения в ауле нет.

## Предыстория
Особые трудности войска НКВД испытывали при выселении жителей горных селений. По причине большого снегопада и бездорожья в горных аулах Чечено-Ингушской АССР после окончания спецоперации, по оперативным данным, оставалось не выселенными более 6000 человек. Берия потребовал вывести их к станциям погрузки в течение двух дней, однако реально эти указания выполнить было крайне сложно.
Имевшихся у войсковых частей (137 стрелковый полк, 173-й отдельный стрелковый батальон, 4-я рота, 141 горно-стрелковый полк) транспортных средств (20 автомашин, 52 повозки, 96 конских составов) было недостаточно для перевозки выселяемых из горных аулов ингушей и чеченцев. Это не позволяло войскам провести выселение в установленные сроки.
Оно было начато только 28 февраля. Дополнительно были направлены в горные аулы войсковые подразделения (3452 чел.), автомобили (635 шт.), но они так и не смогли своевременно прибыть в отдаленные горные аулы.

## Предполагаемый ход событий
Переселение из Галанчожского района осложнилось отсутствием дорог. По утверждениям, опубликованным в некоторых чеченских СМИ, с самого рассвета к селению Хайбах начали собирать людей со всех хуторов Нашхоевского сельского Совета и других населенных пунктов Галанчожского района, которые не могли самостоятельно спуститься с гор. Им было объявлено, что все больные и престарелые должны остаться для лечения на месте и последующей перевозки в равнинные районы, для чего будет создана особая транспортная колонна. Желающим следовать с этой колонной предложили собраться в конюшне колхоза имени Л. Берия. Якобы для того, чтобы не замерзнуть, людям также предложили нести в сарай солому и сено.
По утверждениям Дзияудина Мальсагова, во время выселения он стал свидетелем трагедии в Галанчожском районе. В чеченских СМИ приводится описание Мальсаговым этих событий, в котором он утверждает, что в конюшне Хайбаха были собраны люди со всех хуторов Нашхоевского сельского совета и других населенных пунктов Галанчожского района, которые не могли самостоятельно спуститься с гор, в основном больные, дети, старики и женщины. Количество собранных в конюшне Мальсагов оценил в 600—700 человек. Потом двери конюшни были закрыты, и начальник Дальневосточного краевого управления НКВД, комиссар госбезопасности 3-го ранга Гвешиани отдал приказ поджечь конюшню, а пытавшихся вырваться из огня людей расстреливать. Мальсагов и ещё один офицер, Громов, безуспешно пытались протестовать, и были под конвоем направлены в селение Малхасты.

### Телеграмма Гвишиани
В ряде публикаций приводится телеграмма, в которой комиссар госбезопасности 3-го ранга Михаил Гвишиани информирует Берию о сожжении жителей села Хайбах:

Совершенно секретно. Наркому внутренних дел СССР тов. Л. П. Берия. Только для ваших глаз. Ввиду не транспортабельности и с целью неукоснительного выполнения в срок операции «Горы», вынужден был ликвидировать более 700 жителей в местечке Хайбах. Полковник Гвишиани

Анализируя текст телеграммы, Павел Полян приходит к выводу, что она сомнительная: гриф «только для ваших глаз» никогда не использовался в советском секретном делопроизводстве, один из руководителей операции «Чечевица» почему-то называет её операция «Горы» и не знает своего воинского звания, аттестуясь «полковником».
К аналогичным выводам пришёл главный специалист Российского государственного военного архива Иван Успенский: «Этот „рапорт“ неоднократно публиковался. Однако в публикациях ни разу не было ссылки на место его хранения, что вызывает сомнения в его подлинности. Проведенный поиск этого документа в госархивах России не дал положительных результатов. Текст „рапорта Гвишиани“ у специалистов порождает вопросы, заставляющие предположить, что это фальшивый документ».
В реальной докладной записке комиссара государственной безопасности 3-го ранга М. М. Гвишиани от 5 марта указано следующее:

Таким образом, подлежало переселению по району 7026 человек, 1330 хозяйств, переселено 7163 человека, 1406 хозяйств. <…>

До операции и во время неё в районе имели место несколько перестрелок наших войск с бандами. В результате убито бандитов 18 человек, с нашей стороны убито 4 человека (средний командир и 3 рядовых), ранен один красноармеец — все из 137-го СП. Из числа переселяемых в пути умерло и убито 19 человек.

## В годы перестройки
Впервые о событиях в Хайбахе было написано в 1989 году в молодёжной газете «Комсомольское племя» журналистом Саидом Бицоевым, который записал и опубликовал рассказ Дзияутдина Мальсагова в подборке с материалами Ахмада Сулейманова, Саламата Гаева и Далхана Хожаева. Статья вызвала широкий общественный резонанс — появление заметки вызвало бурное обсуждение по всей республике, однако реакции властей не последовало. Республиканская пресса и телевидение проигнорировали публикацию, также отказался обсуждать её пленум обкома. В том же году материал о Хайбахе был напечатан в журнале «Огонёк». 8 октября 1989 года в селении Хайбах состоялся митинг, собравший большое количество народа.

## Расследование
В связи с тем, что в течение длительного времени в средствах массовой информации стала появляться различного рода информация об этой трагедии, а также свидетельства очевидцев 31 августа 1990 года прокурор Урус-Мартановского района Руслан Цакаев возбудил уголовное дело № 90610010, для расследования которого была создана следственная группа.
В марте 2006 года в газете «Известия» было напечатано интервью со Степаном Кашурко, представленным как «руководитель поискового центра „Подвиг“ Международного союза ветеранов войн и вооружённых сил, возглавивший в 1990 году чрезвычайную комиссию по расследованию геноцида в Хайбахе». В интервью Кашурко рассказал, что группой «Поиск» были обнаружены останки командира взвода Бексултана Газоева, у которого было письмо матери в Хайбах. Кашурко сообщил о найденных останках на родину Газоева, однако получил ответ из Грозного: «Населённого пункта Хайбах в Чечено-Ингушской АССР нет». Кашурко попытался найти родственников солдата через Доку Завгаева, первого секретаря Грозненского обкома, однако Завгаев сообщил ему об уничтожении села Хайбах со всеми жителями. Со слов Кашурко председатель Чечено-Ингушского Совмина Сергей Беков предложил создать чрезвычайную комиссию по расследованию убийства в Хайбахе, назначив главой Кашурко. В состав комиссии вошли:
- Степан Кашурко — председатель комиссии;
- Дзияудин Мальсагов (бывший первым заместителем наркома юстиции ЧИАССР);
- Руслан Цакаев (прокурор Урус-Мартановского района, член Президиума Верховного Совета ЧИАССР);
- Саламат Гаев (учитель Гехи-Чунской средней школы);
- Салим Ахильгов (член оргкомитета по восстановлению ингушской автономии).

Общественная комиссия опубликовала заключение, согласно которому была «произведена раскопка сожженных и расстрелянных» и указывалось, что комиссия считает «установленным факт массового уничтожения людей в Хайбахе и признаёт это геноцидом». Затем Кашурко с группой чеченцев, заручившись поддержкой президента Грузии Звиада Гамсахурдия, вылетели в Грузию, «чтобы выкрасть Гвишиани, однако опоздали, так как он умер в сентябре 1966 года».
Через несколько дней в Хайбах прибыла официальная группа республиканской прокуратуры, которая приступила к систематическим раскопкам на месте предполагаемого массового убийства. Согласно опубликованному протоколу, 24, 26, 30 августа 1990 года комиссия исследовала территорию бывшей конюшни, указанную свидетелем З. Г. Мальсаговым. В результате рытья траншей (шурфов) в прямом и поперечном направлениях на указанной территории захоронения не были обнаружены.
Затем комиссия произвела раскопки вне указанной территории и в одном из шурфов обнаружила останки нескольких человек, переданные затем на экспертизу. Судебно-медицинская экспертиза от 24 декабря 1990 г., показала, что обнаружены останки 8 человек. Из них останки шести человек имеют признаки воздействия пламени, останки двух человек — не имеют. На останках семи человек повреждения огнестрельного характера не обнаружены, на черепе восьмого человека выявлен дефект костной ткани, предположительно, пулевого огнестрельного характера. Установить причину смерти лиц, кости скелетов которых представлены на экспертизу, согласно заключению оказалось невозможно.

## Критика
Версия о сожжении чеченцев в селе Хайбах критикуется со стороны публицистов Игоря Пыхалова и Никиты Мендковича. Оба обращают внимание на сомнительные места в телеграмме Гвишиани Берии, и делают вывод, что телеграмма сфабрикована. И. Пыхалов высказывает сомнение в истории Кашурко, отмечая невозможность попытки выкрасть человека, который умер за 24 года до того. Мендкович так же указывает на низкое доверие к личным свидетельствам С. Кашурко, который объявлял себя генерал-полковником и адмиралом одновременно, а множество декларируемых наград получил от «Академии проблем безопасности, обороны и правопорядка», ликвидированной судом за незаконную выдачу воинских наград и присвоение званий. Мендкович отмечает, что в выводе общественной комиссии, в котором есть подпись прокурора республики, есть множество фактических ошибок, в показаниях свидетелей и участников расследования отмечаются многочисленные нелепости и расхождения, а также отсутствует протокол осмотра тел. Оба публициста полагают, что история с Хайбахом — поздняя фальсификация.
Павел Полян в ранних публикациях придерживался версии о правдивости событий в Хайбахе и ссылался в том числе на «телеграмму Гвишиани», однако в книге 2011 года признал телеграмму сомнительной, а историю с Хайбахом недоказанной. Алексей Безугольный, Николай Бугай и Евгений Кринко в коллективной монографии соглашаются с оценкой Поляна об отсутствии строгой источниковедческой базы в этой истории.

## Мнение чеченских официальных лиц
7 июня 2008 года на встрече с президентом Чеченской Республики Рамзаном Кадыровым вице-премьер Лема Магомадов сообщил, что на имя президента ЧР пришло письмо от президента Академии проблем безопасности, обороны и порядка РФ профессора Виктора Шевченко, который обратился с просьбой установить надгробную плиту на могиле писателя Степана Кашурко в Москве. Как подчеркнул Рамзан Кадыров:

Это трагическая дата в летописи нашей истории, и Степан Кашурко проявил со своей стороны героизм, написав правду о той трагедии.
3 мая 2012 года на совещании оргкомитета спикер Парламента Чеченской Республики Дукуваха Абдурахманов отметил, что особое внимание необходимо уделить вопросу освещения мероприятий, приуроченных ко Дню памяти и скорби народов, в СМИ, в том числе российских:

Чеченский народ до сих пор не прошёл полную реабилитацию от сталинских репрессий — ни моральную, ни материальную. Весь мир знает о Холокосте, но мало кому известна история Хайбаха. Поэтому мы со всей ответственностью должны подходить к вопросу проведения мероприятий ко Дню памяти и скорби народов Чеченской Республики.

## Последующие события
По сообщениям чеченской прессы, 6 ноября 2012 года скончался последний свидетель Хайбахской трагедии Эльгакаев Мумади, 76-летний житель селения Гехи-Чу Урус-Мартановского района Чеченской Республики.

### Судебные процессы
31 мая 2013 года внук Иосифа Сталина Евгений Джугашвили обратился в ОВД «Беговой» с просьбой возбудить уголовное дело в отношении Леонида Гозмана за клевету в отношении деда по «Хайбахскому делу».
Поводом для обращения стало высказывание, которое Гозман сделал 16 мая во время программы «Поединок». Политик тогда заявил, что считает Сталина преступником, а также отметил, что сотрудники НКВД в 1944 году в ауле Хайбах «от двухсот до шестисот <…> человек загнали в конюшню, подожгли, поставили вокруг пулемёты и всех убили».

## В культуре и искусстве
В начале 1990-х годов был создан фонд «Хайбах», председателем которого стал Саламат Гаев. По словам Мусы Хадисова, было предложение поставить памятник, а также назвать виновников трагедии, чтобы подобное больше не повторилось. Однако ничего этого не было сделано из-за начала военных действий в республике.
В 1992 году чеченский поэт Апти Бисултанов за свою поэму «В Хайбахе написанные» получил Национальную премию Республики Ичкерия.
Жительница Украины Мария Маенко написала одноимённую песню, которую подарила для исполнения чеченской певице Лизе Умаровой.
Поэт Исмаил Керимов в своем стихотворении, посвященном депортации, упоминает о событиях в Хайбахе.
Одна из улиц в центре Грозного до начала военных действий в республике называлась именем Мальсагова. В настоящее время она носит название «Дагестанская».
7 августа 2012 года в Грозном на проспекте Путина на Барском доме была открыта мемориальная доска Дзияудину Мальсагову, жившему там с 1957 года до самой смерти.
В 2014 году кинокомпания «Грозный-фильм» имени Шейха Мансура окончила съёмки полнометражного художественного фильма под названием «Приказано забыть». В основу сюжета картины легли предполагаемые события в Хайбахе. Министерство культуры РФ не выдало разрешение на прокат картины, поскольку, согласно формулировкам официального уведомления, показанные в фильме события являются исторической фальшивкой, а демонстрация фильма будет способствовать разжиганию межнациональной розни.
В 2005 году Сергеем Комаровым был снят короткометражный фильм «Хайбах».

### Комментарии
1. ↑  До 18 октября 2012 года находился на территории Ачхой-Мартановского района Чеченской Республики; ныне, в связи с поправками в статью 59 Конституции Чеченской Республики, находится на территории восстановленного в составе республики Галанчжойского района
2. ↑  Так у Мальсагова. В 1943 году Гвишиани занимал должность начальника УНКВД-УНКГБ-УМГБ Приморского края
3. ↑  Так у Мальсагова. Правильная фамилия Гвишиани
4. ↑  К публикации была приложена статья Ахмада Сулейманова, который, как было заявлено, долгие годы собирал в горах сведения об убийстве и свидетельства очевидцев.
5. 1 2  Так в интервью Кашурко. Гамсахурдия был президентом Грузии в 1991—1992 годах, Михаил Гвишиани умер в 1966 году.

### Публикации
- Саид Бицоев. Инквизиция: Рассказы очевидца // Комсомольское племя : газета. — 1989 год.
- Кровавый пепел Хайбаха: Свидетельства выживших // Комсомольское племя : газета. — 24 августа 1989 года.
- Мария Катышева. Костер в горах // Голос Чечено-Ингушетии : газета.
- Абу Исмаилов. Один день в Нашха // Заветы Ильича : газета. — 7 декабря 1989 года.
- Тайна аула Хайбах. — Медицинская газета, 10 декабря 1989 года. — № 148 (5009).
- Бицоев, Саид. Хайбах: аул, которого нет. Комсомольское племя (1989). Дата обращения: 20 апреля 2013. Архивировано из оригинала 17 мая 2013 года.
- Бицоев, Саид. Правда о чеченском Холокосте. Комсомольское племя (1989). Дата обращения: 20 апреля 2013. Архивировано из оригинала 17 мая 2013 года.
- Преловская И. Преступление войск НКВД при изгнании чеченцев и ингушей зимой 1944 года // Известия : газета. — 12 марта 1992 года. — № 61 (23635). — С. 1,3.
- Саид Бицоев. Хайбах: аул, которого нет // «Республика» плюс : Приложение к газете «Республика». — Грозный, 17 мая 1994 года.
- Р. Албогачиев. Живая боль // Сердало : газета. — 24 февраля 1996 года.
- Поляновский Я. Ничей // Известия : газета. — 6 марта 1998 года.
- Хамидова З. Жизнь, отданная народу // Вайнах сегодня : журнал. — 1998. — № 1—3. — С. 52—59.
- Дементьева И. Мертвая петля Кавказской войны: Ермолов-Берия-Грачев // Общая газета : газета. — 1999 год. — № 8. — С. 1,15.
- Владимир Киверецкий. Хайбах: без вести пропавший аул // Московские новости : газета. — 2004 год. — № 6.
- Никита Мендкович. Хайбахское дело.
- Тамара Чагаева. Презентация состоялась.
- Тамара Чагаева. Хайбах. Рассказ свидетеля.
- Иван Успенский. «Только для ваших глаз...». Депортация ингушей и чеченцев: трагическая правда и мифы // Российская газета. — 25 июня 2014 года. — № 6411.

### Исследования
- Второй съезд ингушского народа / Под ред. Б. У. Костоева. — Грозный: Книга, 1990.
- Николай Бугай, Аскарби Гонов. Кавказ: Народы в эшелонах (20 - 60-е годы). — Инсан, 1998. — 365 с. — ISBN 5-85840-295-X.
- Дешериев Ю. Жизнь во мгле и борьбе: О трагедии репрессированных народов. — М.: Палея, 1995. — 275 с. — ISBN 5-86020-238-5.
- Светлана Алиева. Так это было: национальные репрессии в СССР 1919-1952 годы. — художественно-документальный сборник. — М., 1993. — Т. 2. — С. 175—184. — 334 с. — ISBN 5-85840-261-5.
- Сталинские депортации: 1928-1953 / Под общ. ред. акад. А. Н. Яковлева; Сост. Н. Л. Поболь, П. М. Полян. — М.: Международный Фонд «Демократия»; Материк, 2005. — 904 с. — (Россия. XX век. Документы). — ISBN 5-85646-143-6.
- Саламат Гаев, Муса Хадисов, Тамара Чагаева. Хайбах: Следствие продолжается. — Грозный, 1994. — 352 с.
- Белая книга: Из истории выселения чеченцев и ингушей. 1944 - 1957 гг.: Воспоминания, архивные материалы, фотодокументы / Сост. и отв. ред. Яхъяев Л.; Редкол.: Рашидов Ш., Эльмурзаев Г., Хаджиев Р. и др.. — Гр.; Алма-Ата: Каз. респ. чеч.-инг. центр «Вайнах», 1991. — 235 с. — 50 000 экз.
- Хамзат Яндарбиев. Преступление века / Ред. Ирисханов И.А.. — Грозный: Книга, 1992. — 64 с.
- Хожаев Д. Живая память: О жертвах сталинских репрессий / Ред. Симагина В.А.. — Грозный: Книга, 1991. — 88 с. — 3000 экз.
- С.А. Хамчиев. Глава 11 - Депортация 1944 года. Глава 12 - Преодоление // Возвращение к истокам : история Ингушетии в лицах и фактах. — Сб. арх. материалов, газ. и журн. публ.. (недоступная ссылка)
- Boris Fishman. Wild East: stories from the last frontier. — 1st edition. — Justin, Charles & Co., 2003. — P. 243-248. — 304 p. — ISBN 9781932112153.